# Sonny Anderson
Sonny Anderson da Silva, detto semplicemente Sonny Anderson (Goiatuba, 19 settembre 1970), è un allenatore di calcio ed ex calciatore brasiliano, di ruolo attaccante.

## Carriera

### Giocatore

#### Club
Dopo gli inizi in Brasile, Sonny ha giocato nel Servette, nell'Olympique Marsiglia, nel Monaco, nel Barcellona, nel Villarreal e nell'Olympique Lione, squadra di cui è divenuto una leggenda e con la quale non ha mai interrotto il rapporto: conclusa la carriera, per alcuni anni è stato allenatore degli attaccanti dell'Olympique Lione.
Sonny è considerato l'elemento che ha dato il la alla folta comunità brasiliana che ha caratterizzato gli anni vincenti del Lione; inoltre è noto poiché utilizzava i calzettoni tirati su fin sopra le ginocchia: questa abitudine ha ispirato Thierry Henry, che ha iniziato a far lo stesso come tributo a Sonny.

#### Nazionale
Il brasiliano ha vestito la maglia della nazionale verdeoro per sei volte, mettendo a segno un solo gol, in un'amichevole nel 1997.

### Allenatore
Nel 2006 entra a far parte dello staff dell'Olympique Lione, prima come allenatore delle giovanili e poi come preparatore della prima squadra. Il 30 maggio 2011 diventa allenatore del Neuchâtel Xamax, ma viene esonerato dopo appena due partite.

## Statistiche

### Presenze e reti nei club
| Stagione             | Squadra              | Campionato           | Campionato | Campionato | Coppe nazionali | Coppe nazionali | Coppe nazionali | Coppe continentali | Coppe continentali | Coppe continentali | Altre coppe | Altre coppe | Altre coppe | Totale | Totale |
| Stagione             | Squadra              | Comp                 | Pres       | Reti       | Comp            | Pres            | Reti            | Comp               | Pres               | Reti               | Comp        | Pres        | Reti        | Pres   | Reti   |
| -------------------- | -------------------- | -------------------- | ---------- | ---------- | --------------- | --------------- | --------------- | ------------------ | ------------------ | ------------------ | ----------- | ----------- | ----------- | ------ | ------ |
| 1988                 | XV de Jaú            | A1/SP                | 2          | 2          | -               | -               | -               | -                  | -                  | -                  | -           | -           | -           | 2      | 2      |
| 1988                 | Vasco da Gama        | A                    | 3          | 0          | -               | -               | -               | -                  | -                  | -                  | -           | -           | -           | 3      | 0      |
| 1989                 | Vasco da Gama        | A1/SP+A              | 16+8       | 4+0        | CB              | 4               | 1               | -                  | -                  | -                  | -           | -           | -           | 28     | 5      |
| 1990                 | Vasco da Gama        | A1/SP+A              | 5+10       | 3+1        | -               | -               | -               | CL                 | 4                  | 0                  | -           | -           | -           | 19     | 4      |
| gen.-lug. 1991       | Vasco da Gama        | A1/SP+A              | 2+11       | 4+0        | CB              | 1               | 0               | -                  | -                  | -                  | -           | -           | -           | 14     | 4      |
| Totale Vasco da Gama | Totale Vasco da Gama | Totale Vasco da Gama | 23+32      | 11+1       |                 | 5               | 1               |                    | 4                  | 0                  |             | -           | -           | 64     | 13     |
| lug.-dic. 1991       | Guarani              | A1/SP                | 28         | 5          | -               | -               | -               | -                  | -                  | -                  | -           | -           | -           | 28     | 5      |
| gen.-lug. 1992       | Guarani              | A1/SP+A              | 1+18       | 0+4        | -               | -               | -               | -                  | -                  | -                  | -           | -           | -           | 19     | 4      |
| Totale Guarani       | Totale Guarani       | Totale Guarani       | 29+18      | 5+4        |                 | -               | -               |                    | -                  | -                  |             | -           | -           | 47     | 9      |
| 1992-1993            | Servette             | A                    | 35         | 18         | CS              | 2+              | 2+              | -                  | -                  | -                  | -           | -           | -           | 37+    | 20+    |
| 1993-gen. 1994       | Servette             | A                    | 17         | 11         | CS              | ?               | ?               | CU                 | 4                  | 2                  | -           | -           | -           | 21+    | 13+    |
| Totale Servette      | Totale Servette      | Totale Servette      | 52         | 29         |                 | 2+              | 2+              |                    | 4                  | 2                  |             | -           | -           | 58+    | 33+    |
| gen.-giu. 1994       | O. Marsiglia         | D1                   | 20         | 16         | CF              | 4               | 0               | -                  | -                  | -                  | -           | -           | -           | 24     | 16     |
| 1994-1995            | Monaco               | D1                   | 23         | 11         | CF+CdL          | 0+3             | 3               | -                  | -                  | -                  | -           | -           | -           | 26     | 14     |
| 1995-1996            | Monaco               | D1                   | 34         | 21         | CF+CdL          | 1+2             | 0+1             | CU                 | 2                  | 1                  | -           | -           | -           | 39     | 23     |
| 1996-1997            | Monaco               | D1                   | 34         | 19         | CF+CdL          | 0+3             | 4               | CU                 | 10                 | 4                  | -           | -           | -           | 47     | 27     |
| Totale Monaco        | Totale Monaco        | Totale Monaco        | 91         | 51         |                 | 9               | 8               |                    | 12                 | 5                  |             | -           | -           | 112    | 64     |
| 1997-1998            | Barcellona           | PD                   | 23         | 10         | CR              | 5               | 0               | UCL                | 5                  | 1                  | SS+SU       | 2+2         | 0           | 37     | 11     |
| 1998-1999            | Barcellona           | PD                   | 24         | 6          | CR              | 1               | 0               | UCL                | 6                  | 4                  | -           | -           | -           | 31     | 10     |
| Totale Barcellona    | Totale Barcellona    | Totale Barcellona    | 47         | 16         |                 | 6               | 0               |                    | 11                 | 5                  |             | 4           | 0           | 68     | 21     |
| 1999-2000            | O. Lione             | D1                   | 32         | 23         | CF+CdL          | 2+3             | 0+2             | UCL+CU             | 2+6                | 0+3                | -           | -           | -           | 45     | 28     |
| 2000-2001            | O. Lione             | D1                   | 29         | 22         | CF+CdL          | 2+3             | 0+2             | UCL                | 14                 | 5                  | -           | -           | -           | 48     | 29     |
| 2001-2002            | O. Lione             | D1                   | 25         | 14         | CF+CdL          | 2+2             | 1+0             | UCL+CU             | 1+4                | 0+3                | -           | -           | -           | 34     | 18     |
| 2002-2003            | O. Lione             | L1                   | 24         | 12         | CF+CdL          | 0+0             | 0               | UCL+CU             | 6+1                | 5+0                | SF          | 1           | 0           | 32     | 17     |
| Totale O. Lione      | Totale O. Lione      | Totale O. Lione      | 111        | 71         |                 | 14              | 5               |                    | 34                 | 16                 |             | 1           | 0           | 159    | 92     |
| 2003-2004            | Villarreal           | PD                   | 35         | 12         | CR              | 0               | 0               | CU+Int             | 12+6               | 6+1                | -           | -           | -           | 53     | 19     |
| 2004-gen. 2005       | Villarreal           | PD                   | 3          | 1          | CR              | 0               | 0               | CU+Int             | 0+7                | 4                  | -           | -           | -           | 10     | 5      |
| Totale Villarreal    | Totale Villarreal    | Totale Villarreal    | 38         | 13         |                 | 0               | 0               |                    | 25                 | 11                 |             | -           | -           | 63     | 24     |
| gen.-giu. 2005       | Al-Rayyan            | QSL                  | 20         | 24         | -               | -               | -               | ACL                | 6                  | 1                  | -           | -           | -           | 26     | 25     |
| 2005-2006            | Al-Gharafa           | QSL                  | 19         | 6          | -               | -               | -               | -                  | -                  | -                  | -           | -           | -           | 19     | 6      |
| Totale carriera      | Totale carriera      | Totale carriera      | 502        | 249        |                 | 40+             | 16+             |                    | 96                 | 40                 |             | 5           | 0           | 643+   | 305+   |

### Cronologia presenze e reti in nazionale
| Cronologia completa delle presenze e delle reti in nazionale ― Brasile | Cronologia completa delle presenze e delle reti in nazionale ― Brasile | Cronologia completa delle presenze e delle reti in nazionale ― Brasile | Cronologia completa delle presenze e delle reti in nazionale ― Brasile | Cronologia completa delle presenze e delle reti in nazionale ― Brasile | Cronologia completa delle presenze e delle reti in nazionale ― Brasile | Cronologia completa delle presenze e delle reti in nazionale ― Brasile | Cronologia completa delle presenze e delle reti in nazionale ― Brasile |
| Data                                                                   | Città                                                                  | In casa                                                                | Risultato                                                              | Ospiti                                                                 | Competizione                                                           | Reti                                                                   | Note                                                                   |
| ---------------------------------------------------------------------- | ---------------------------------------------------------------------- | ---------------------------------------------------------------------- | ---------------------------------------------------------------------- | ---------------------------------------------------------------------- | ---------------------------------------------------------------------- | ---------------------------------------------------------------------- | ---------------------------------------------------------------------- |
| 10-8-1997                                                              | Seul                                                                   | Corea del Sud                                                          | 1 – 2                                                                  | Brasile                                                                | Amichevole                                                             | 1                                                                      | 76’                                                                    |
| 13-8-1997                                                              | Ōsaka                                                                  | Giappone                                                               | 0 – 3                                                                  | Brasile                                                                | Amichevole                                                             | -                                                                      | Uscita                                                                 |
| 10-9-1997                                                              | Salvador                                                               | Brasile                                                                | 4 – 2                                                                  | Ecuador                                                                | Amichevole                                                             | -                                                                      | 61’                                                                    |
| 13-11-1999                                                             | Vigo                                                                   | Spagna                                                                 | 0 – 0                                                                  | Brasile                                                                | Amichevole                                                             | -                                                                      | 14’                                                                    |
| 31-5-2001                                                              | Kashima                                                                | Brasile                                                                | 2 – 0                                                                  | Camerun                                                                | Conf. Cup 2001 - 1º turno                                              | -                                                                      |                                                                        |
| 2-6-2001                                                               | Kashima                                                                | Brasile                                                                | 0 – 0                                                                  | Canada                                                                 | Conf. Cup 2001 - 1º turno                                              | -                                                                      | 22’                                                                    |
| Totale                                                                 |                                                                        | Presenze                                                               | 6                                                                      |                                                                        | Reti                                                                   | 1                                                                      |                                                                        |

## Palmarès

### Giocatore

#### Club

##### Competizioni nazionali
- Campionato brasiliano: 1

Vasco da Gama: 1989
- Campionato svizzero: 1

Servette: 1993-1994
- Campionato francese: 3

Monaco: 1996-1997
Olympique Lione: 2001-2002, 2002-2003
- Campionato spagnolo: 2

Barcellona: 1997-1998, 1998-1999
- Coppa di Spagna: 1

Barcellona: 1997-1998
- Coppa di Lega francese: 1

Olympique Lione: 2000-2001
- Supercoppa francese: 1

Olympique Lione: 2002

##### Competizioni internazionali
- Supercoppa UEFA: 1

Barcellona: 1997
- Coppa Intertoto UEFA: 2

Villarreal: 2003, 2004

#### Individuale
- Capocannoniere del Campionato Svizzero: 2

1992-1993, 1993-1994
- Calciatore straniero dell'anno del campionato svizzero: 1

1993
- Capocannoniere del Campionato francese: 3

1995-1996 (21 gol), 1999-2000 (23 gol), 2000-2001 (22 gol)
- Trophées UNFP du football: 1

Miglior giocatore della Division 1: 1997
- Capocannoniere della Coppa UEFA: 1

2003-2004 (6 gol)